# Paola Manzini
Paola Manzini (Vignola, 3 aprile 1955 – Modena, 22 gennaio 2009) è stata una politica italiana.

## Biografia
Laureatasi in sociologia fu fin da giovane funzionaria del Partito Comunista. Consigliere comunale nel suo paese natale, ricoprì l'incarico di consigliere nella provincia di Modena e vice presidente della stessa. Eletta alla Camera per tre legislature, al termine dell'ultimo mandato divenne assessore nella giunta regionale dell'Emilia-Romagna guidata da Vasco Errani.